# ویدئوشناسی تیلور سوئیفت

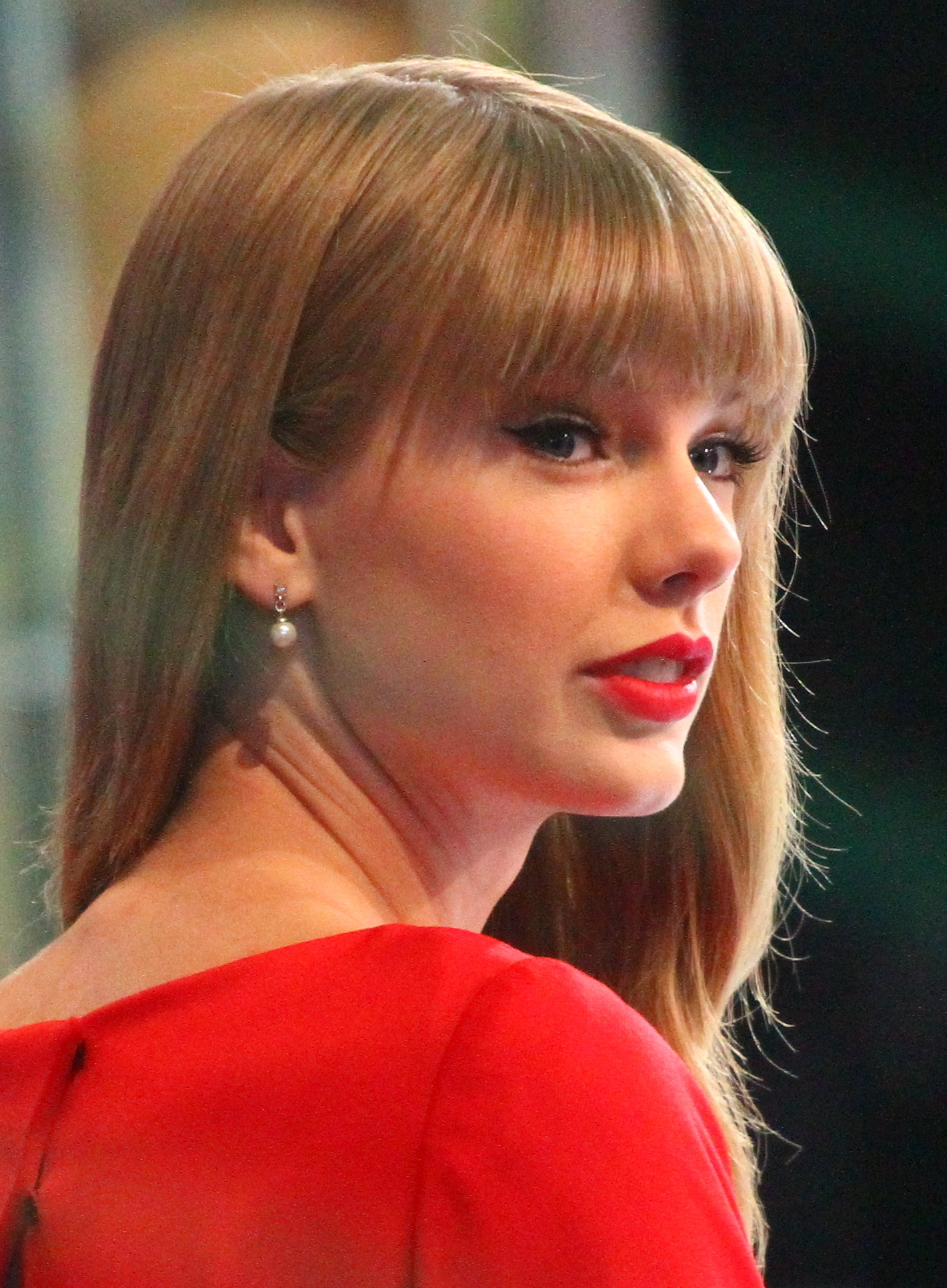
تیلور سوئیفت در صبح بخیر آمریکا برای رونمایی از آلبومش سرخ، اکتبر ۲۰۱۲

خواننده-ترانه‌سرای آمریکایی تیلور سوئیفت در ۶۱ موزیک ویدئو (که ۱۳ تا از آن را خودش کارگردانی کرد) و پنج فیلم مستند حضور یافته‌است. او در شماری از فیلم‌ها و نمایش‌های تلویزیونی بازیگری کرده و یک فیلم کوتاه را کارگردانی کرد.
نخستین موزیک ویدئوی سوئیفت برای تک‌آهنگ آغاز به کارش «تیم مک‌گرا» از نخستین آلبوم استودیویی‌اش (۲۰۰۶) بود. کارگردان آن تری فنجوی بود که در موزیک ویدئوهای تک‌آهنگ‌های سال ۲۰۰۶ تا ۲۰۰۹ سوئیفت کار کرد. موزیک ویدئوی «ترانهٔ ما» برندهٔ جایزهٔ ویدئوی سال از مراسم موسیقی سی‌ام‌تی شد. دومین آلبوم سوئیفت، بی‌باک (۲۰۰۸)، با موزیک ویدئوهای «داستان عشق» و «تو مال منی» پشتیبانی شد. موزیک ویدئوی «داستان عشق» برندهٔ جایزهٔ ویدئوی سال از مراسم موسیقی سی‌ام‌تی و انجمن موسیقی کانتری و «تو مال منی» برندهٔ جایزهٔ بهترین ویدئوی هنرمند زن از جوایز ویدئو موسیقی ام‌تی‌وی شد. نخستین ویدئویی که سوئیفت کارگردانی کرد، «مال من» از آلبوم حالا صحبت کن (۲۰۱۰) بود که او آن را به‌همراه رومن وایت کارگردانی کرد.
چهارمین آلبوم سوئیفت، سرخ (۲۰۱۲) با موزیک ویدئو برای «می‌دونستم شر میشی» پشتیبانی شد که در جوایز ویدئو موسیقی ام‌تی‌وی ۲۰۱۳، جایزهٔ بهترین ویدئوی هنرمند زن را کسب کرد. جوزف کان موزیک ویدئوهای تقدیرشده برای تک‌آهنگ‌های آلبوم بعدی سوئیفت، ۱۹۸۹ (۲۰۱۴) را کارگردانی کرد. در جوایز ویدئو موسیقی ام‌تی‌وی ۲۰۱۵، «فضای خالی» و «کینه» (با حضور رپر کندریک لمار) چهار جایزه شامل ویدئوی سال (برای «کینه») برنده شدند. همچنین «کینه» برندهٔ جایزهٔ گرمی بهترین موزیک ویدئو شد. کان بار دیگر موزیک ویدئوهای آلبوم بعدی سوئیفت، اعتبار (۲۰۱۷) را کارگردانی کرد؛ موزیک ویدئوی تک‌آهنگ آغازین این آلبوم، «ببین مرا به چه کارهایی واداشتی»، چندین رکورد بازدید آنلاین شکست.
با موزیک ویدئوهای هفتمین آلبوم استودیویی‌اش، معشوق (۲۰۱۹)، سوئیفت شروع به کارگردانی اکثریت آثارش را کرد. در مراسم موسیقی ویدئوی ام‌تی‌وی، او دومین جایزهٔ ویدئوی سالش را با «تو باید آرام باشی» در ۲۰۱۹ کسب کرد و برای نخستین تجربهٔ کارگردانی انفرادی‌اش با «این مرد» برندهٔ بهترین کارگردان در ام‌تی‌وی ۲۰۲۰ شد. او فیلم کوتاه همه‌اش را خیلی خوب: فیلم کوتاه (۲۰۲۱) (آغاز به کار فیلم‌سازی او) و موزیک ویدئوی تک‌آهنگ دهمین آلبومش نیمه‌شب‌ها، یعنی «ضدقهرمان» (۲۰۲۲) را نوشت و کارگردانی کرد. هر دو برای سوئیفت سومین و چهارمین جایزهٔ رکوردشکن ام‌تی‌وی برای ویدئوی سال را در مراسم ۲۰۲۲ و ۲۰۲۳ به‌همراه داشت. دیگر موزیک ویدئوهایی که خودش کارگردانی کرد، «ژاکت کش‌باف پشمی»، «بید»، «غبار اسطوخودوس» و «کارما» (۲۰۲۰–۲۰۲۳) بودند.
سوئیفت آلبوم‌های ویدئویی/زنده تیلور سوئیفت و دف لپارد (۲۰۰۹)، تور جهانی حالا صحبت کن – زنده (۲۰۱۱)، سفر به بی‌باک (۲۰۱۱) و مستندها/فیلم‌های ویژه تور زنده جهانی ۱۹۸۹ (۲۰۱۵) و تور استادیومی اعتبار (۲۰۱۸)، خانم آمریکایی (۲۰۲۰)، شهر عاشق (۲۰۲۰) و فولکلور: جلسه‌های استودیوی لانگ پاند (۲۰۲۰) را منتشر کرده‌است. او در برنامه‌های تلویزیونی سی‌اس‌آی: بازرسی صحنه جرم در سال ۲۰۰۹، پخش زنده شنبه شب در سال ۲۰۰۹ و دختر جدید در سال ۲۰۱۳ ظاهر شده‌است. در سینما، او در روز والنتاین (۲۰۱۰) نقش‌آفرینی کرده‌است و به صداپیشگی در انیمیشن لوراکس (۲۰۱۲) پرداخته‌است.

## موزیک ویدئوها

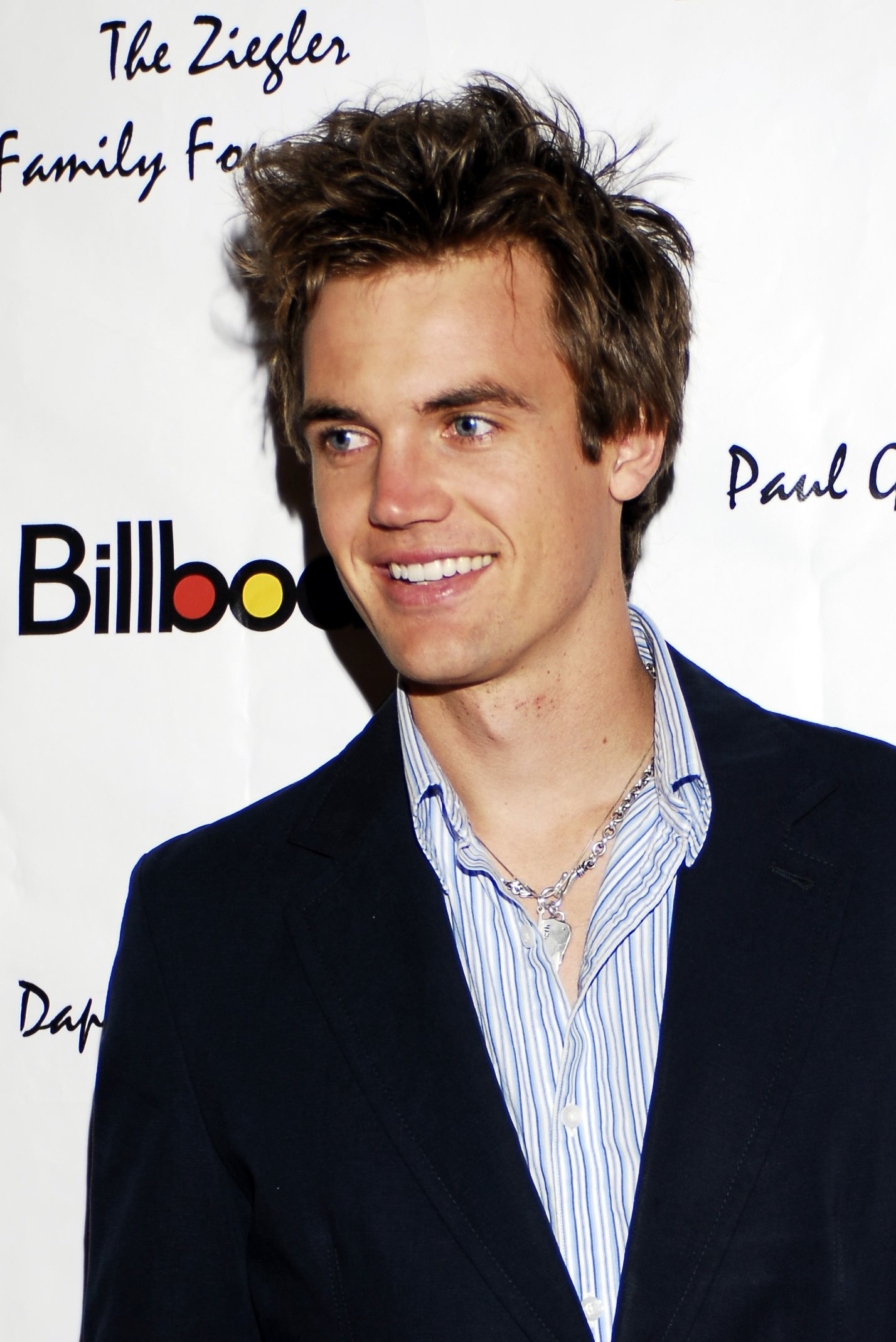
تایلر هیلتون در موزیک ویدئو «اشک‌ها بر روی گیتارم» به عنوان معشوقه سوئیفت حضور یافت.

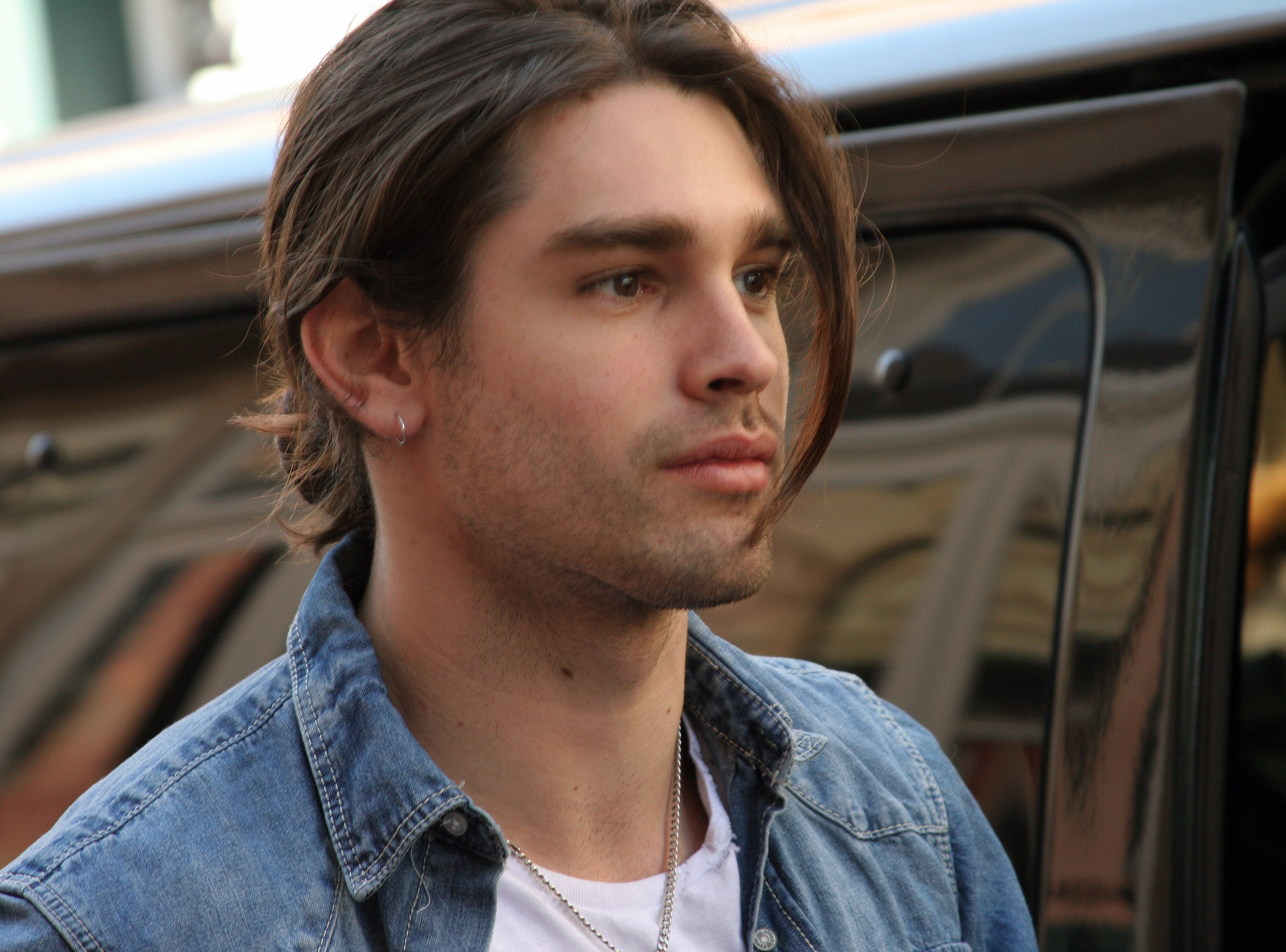
جاستین گاستون نقش شخصیت داستانی رومئو مونتگیو را در موزیک ویدئو «داستان عشق» ایفا کرد.

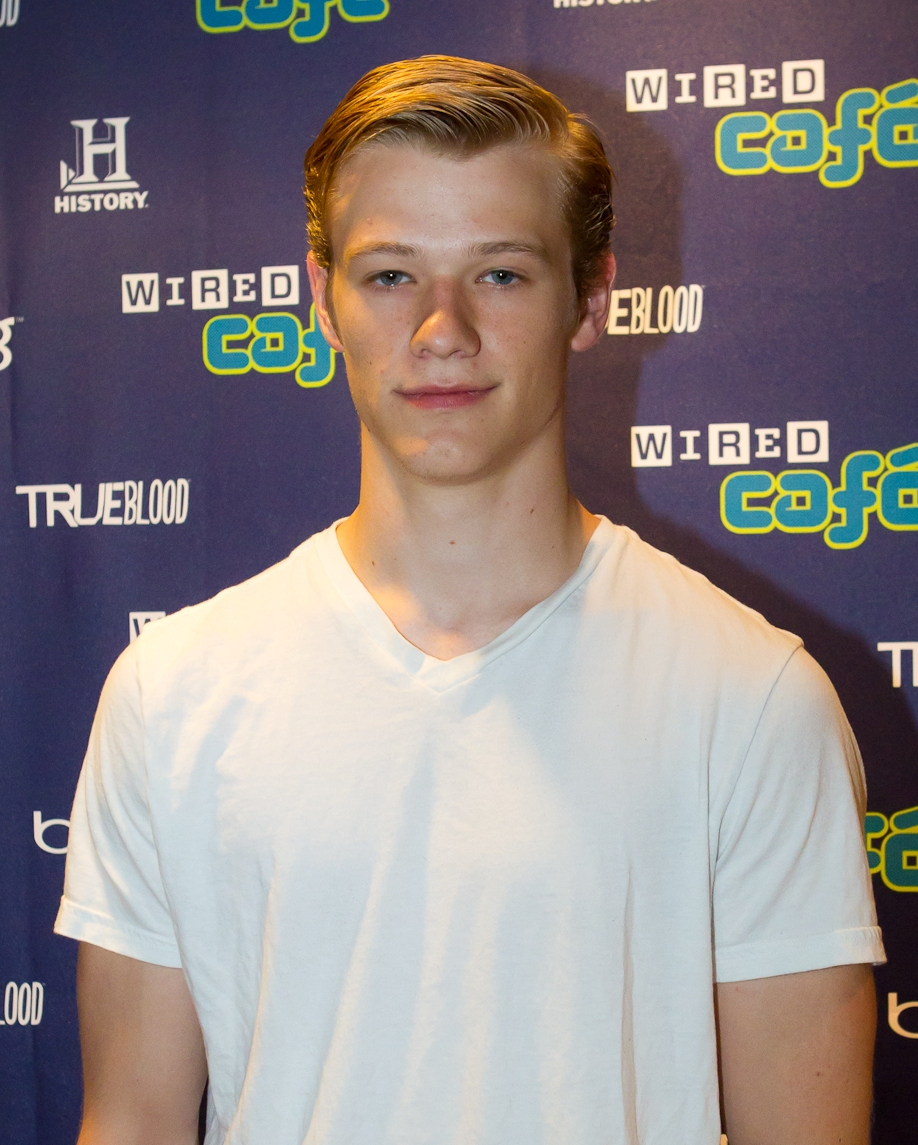
لوکاس تیل به عنوان نقش اصلی مرد در موزیک ویدئو «تو مال منی» حضور یافت.

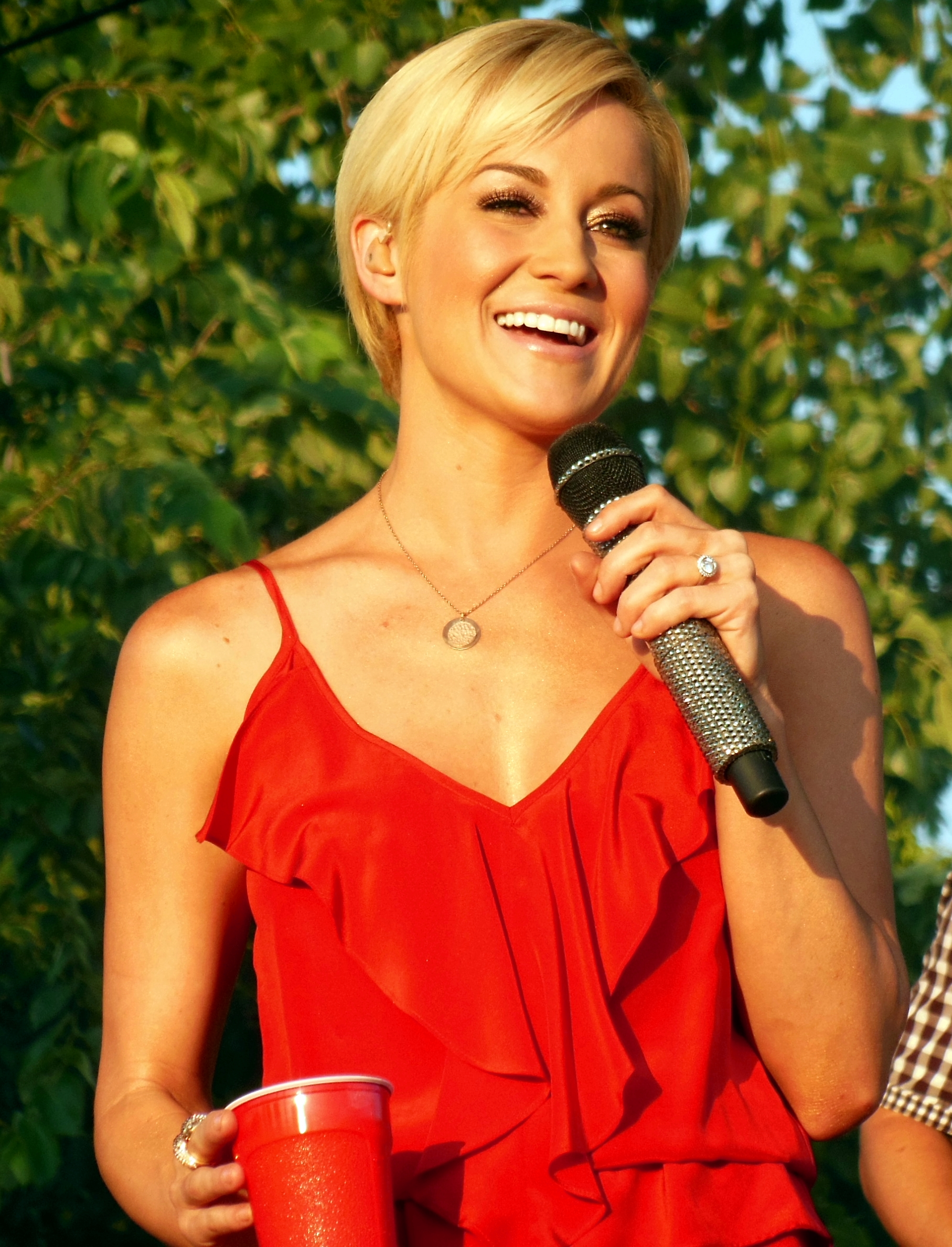
کیلی پکلر در موزیک ویدئو «بهترین روزها در زندگی تو» نقش‌آفرینی کرده است.

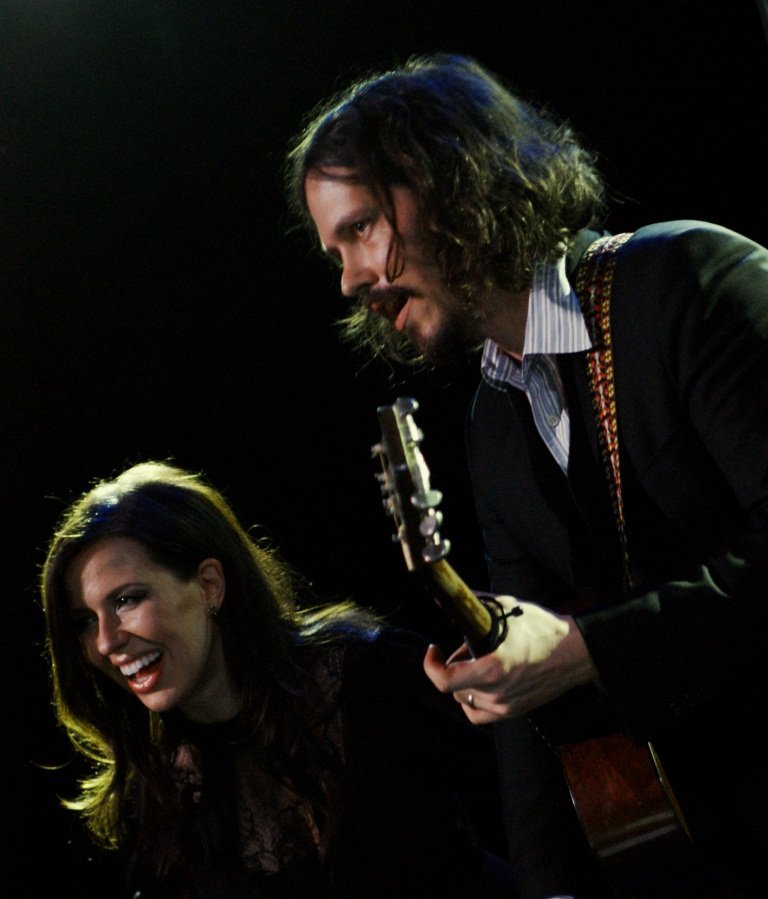
سیویل وارز با سوئیفت در «امن و امان» همکاری کردند.

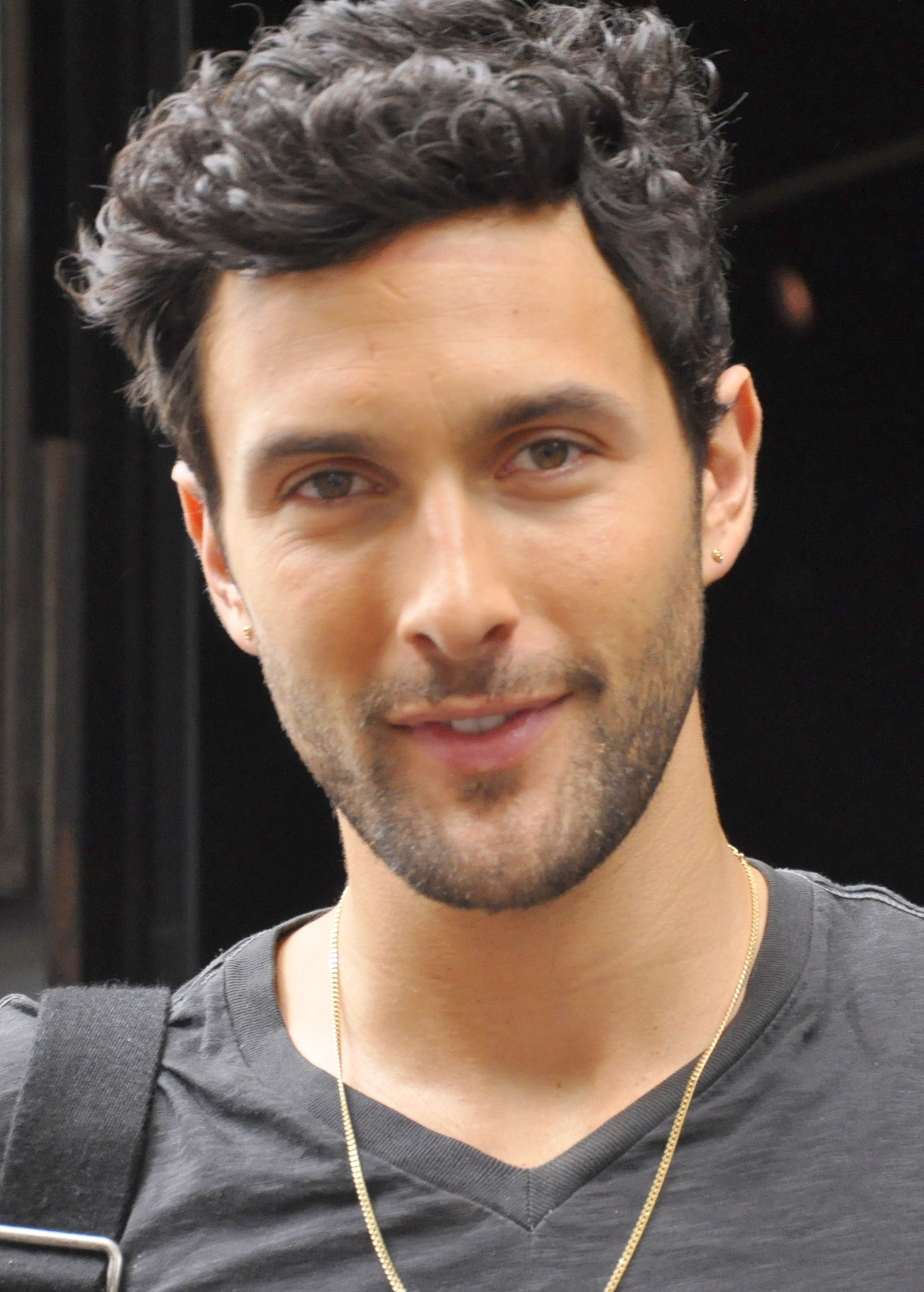
نوا میلز به عنوان دوست‌پسر سابق سوئیفت در موزیک ویدئو «ما هرگز به یکدیگر بازنمی‌گردیم» حضور یافت.

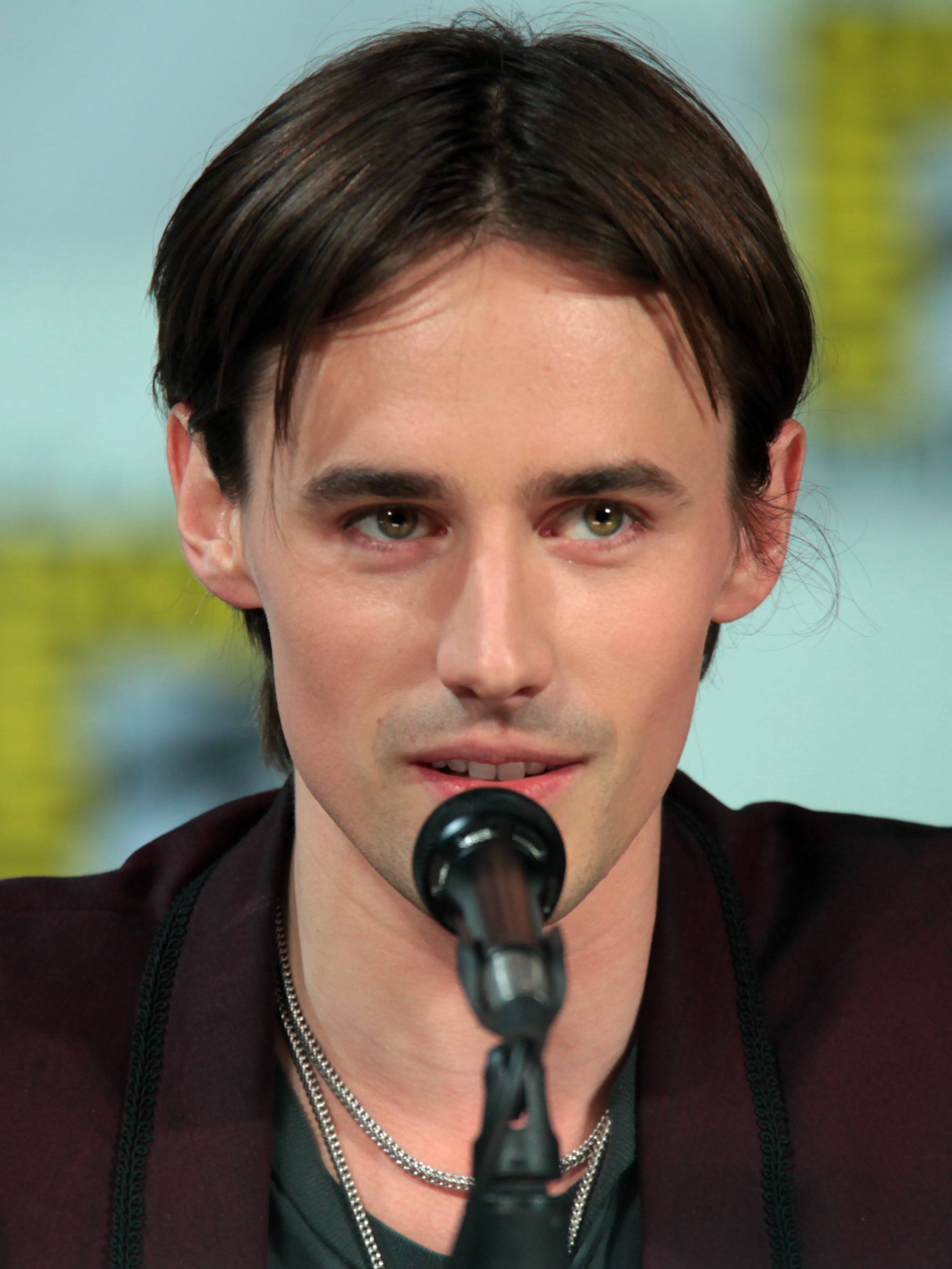
ریو کارنی به عنوان دوست‌پسر سوئیفت در موزیک ویدئو «می‌دانستم تو مشکل‌سازی» حضور یافت.

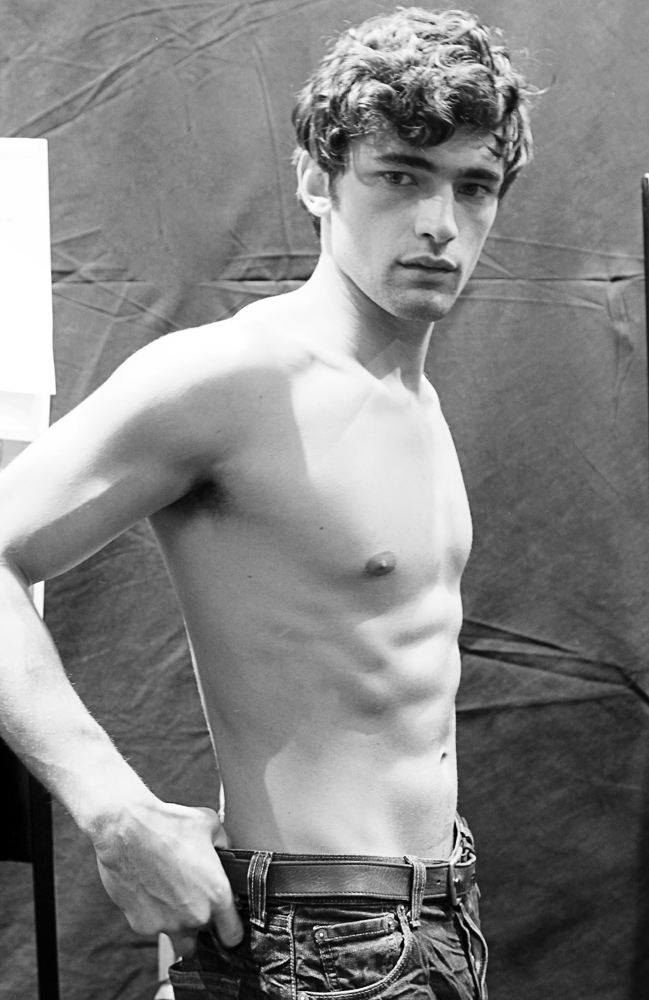
شان اپرای نقش معشوقه سوئیفت را در موزیک ویدئو «فضای خالی» ایفا کرد.

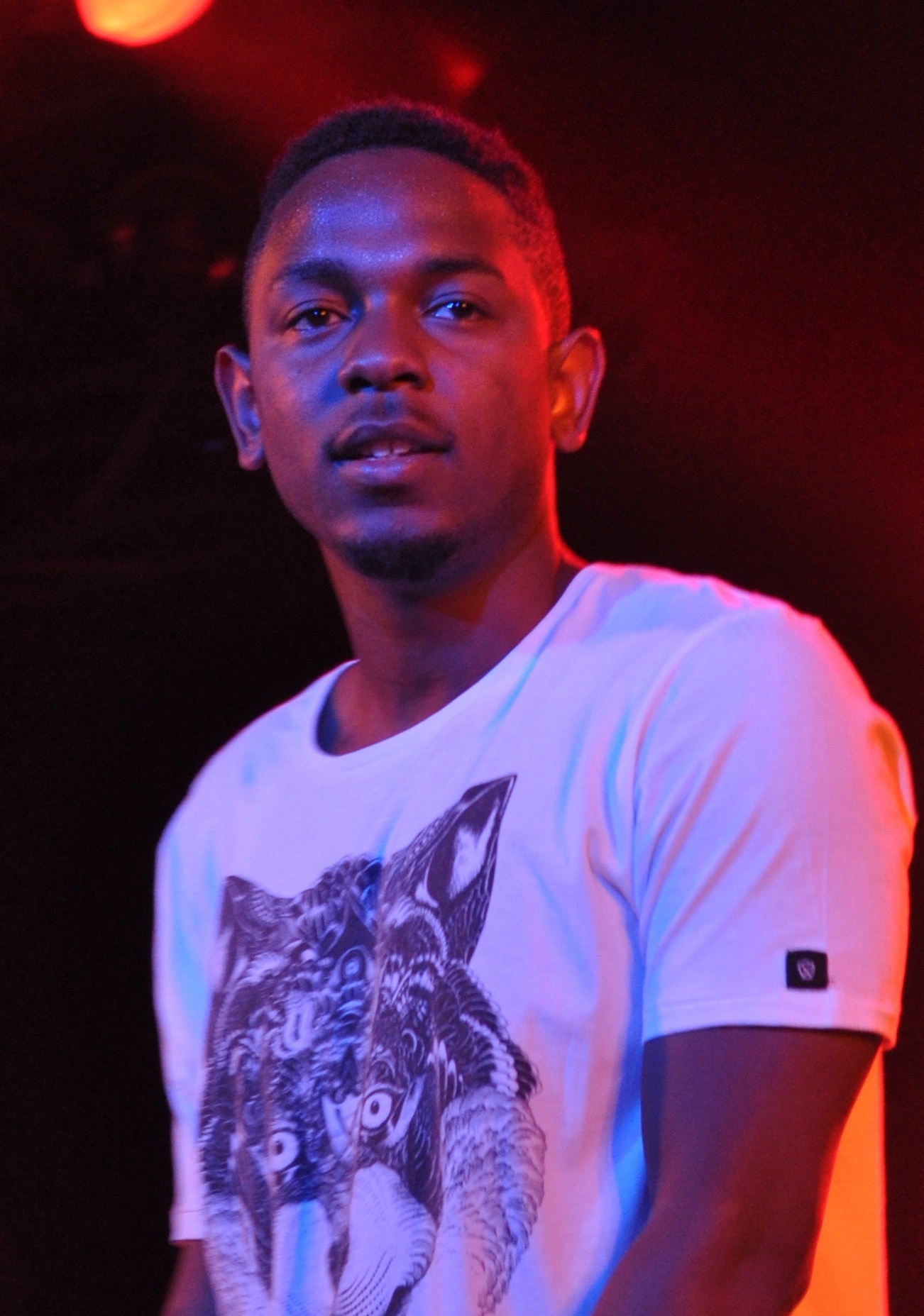
کندریک لامار در موزیک ویدئو «کینه» ظاهر شد.

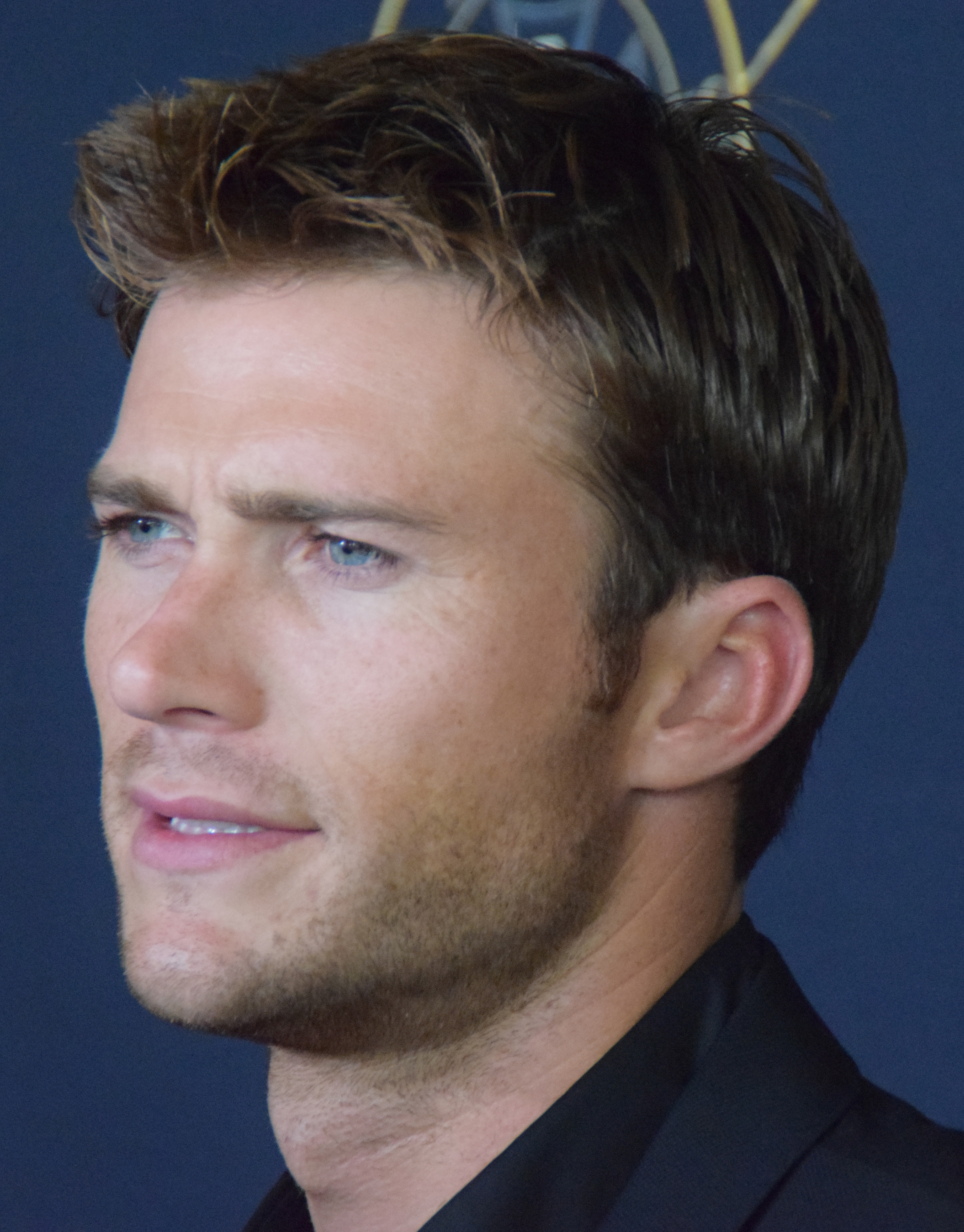
اسکات ایستوود به عنوان رابرت کینگزلی، معشوقه سوئیفت در موزیک ویدئو «مهیج‌ترین رؤیاها» حضور یافت.

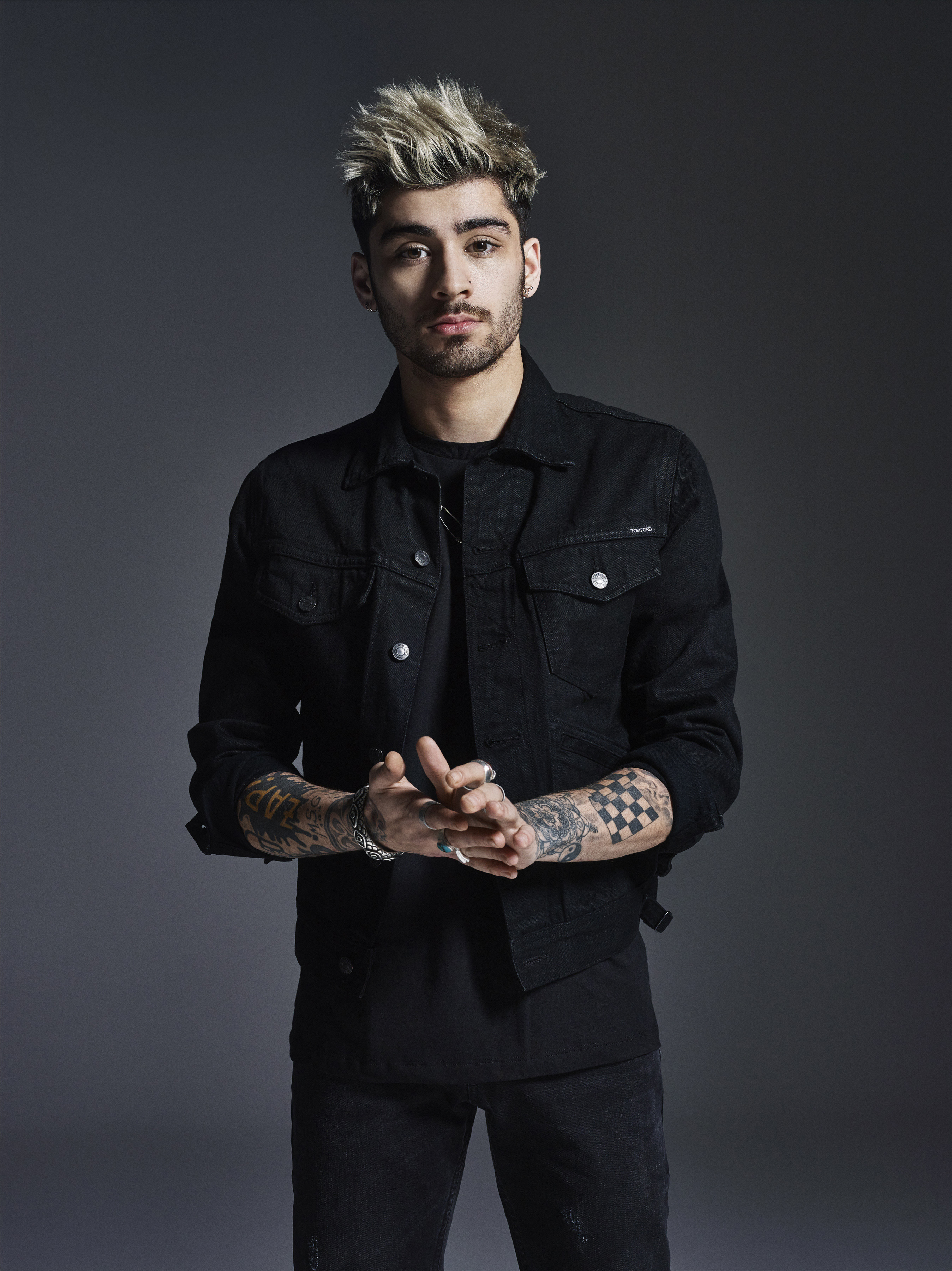
سوئیفت همراه با زین مالیک موزیک ویدئو «نمی‌خواهم تا ابد زنده باشم» را منتشر کرد.

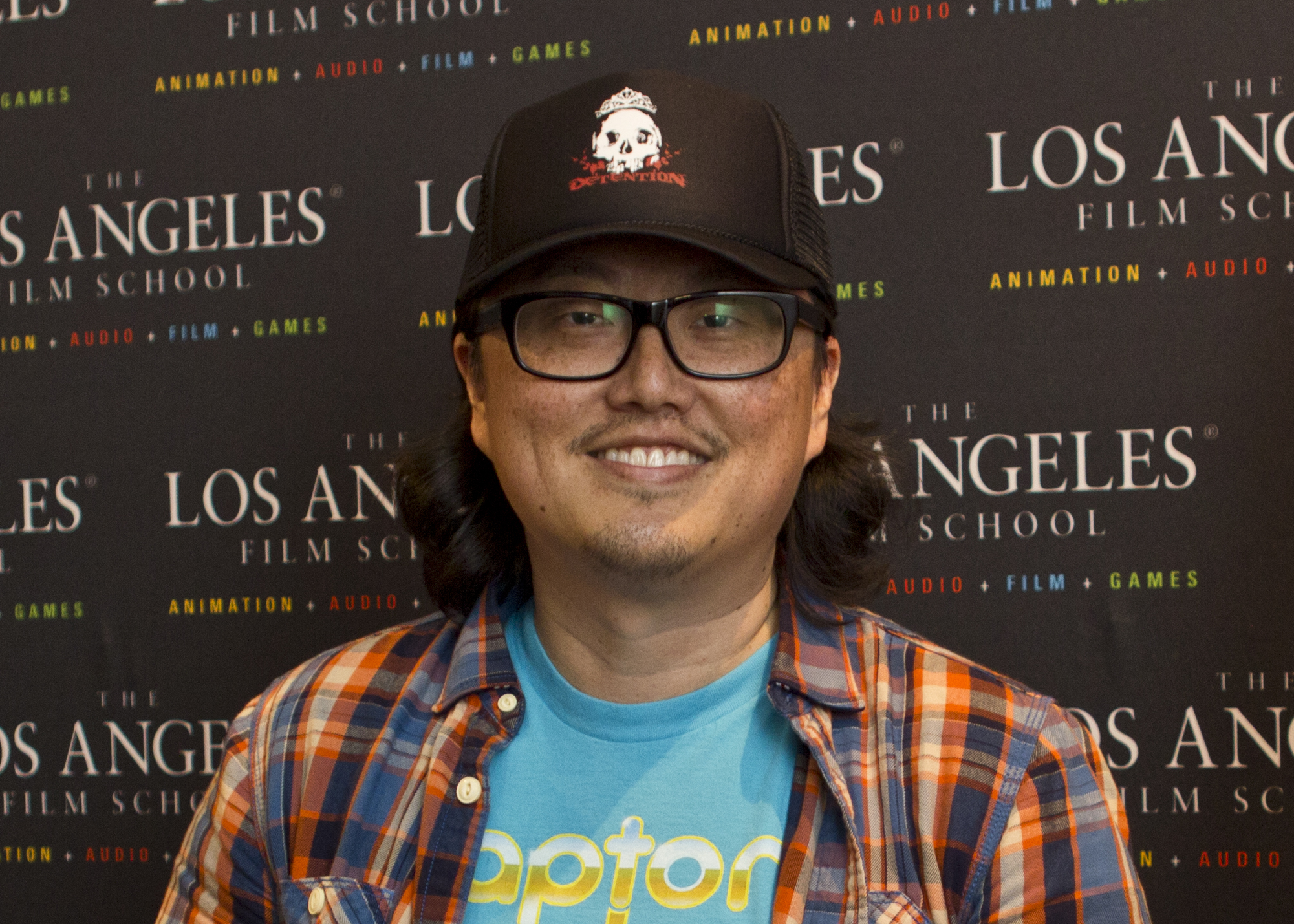
جوزف کان هشت موزیک ویدئو سوئیفت را کارگردانی کرده است.

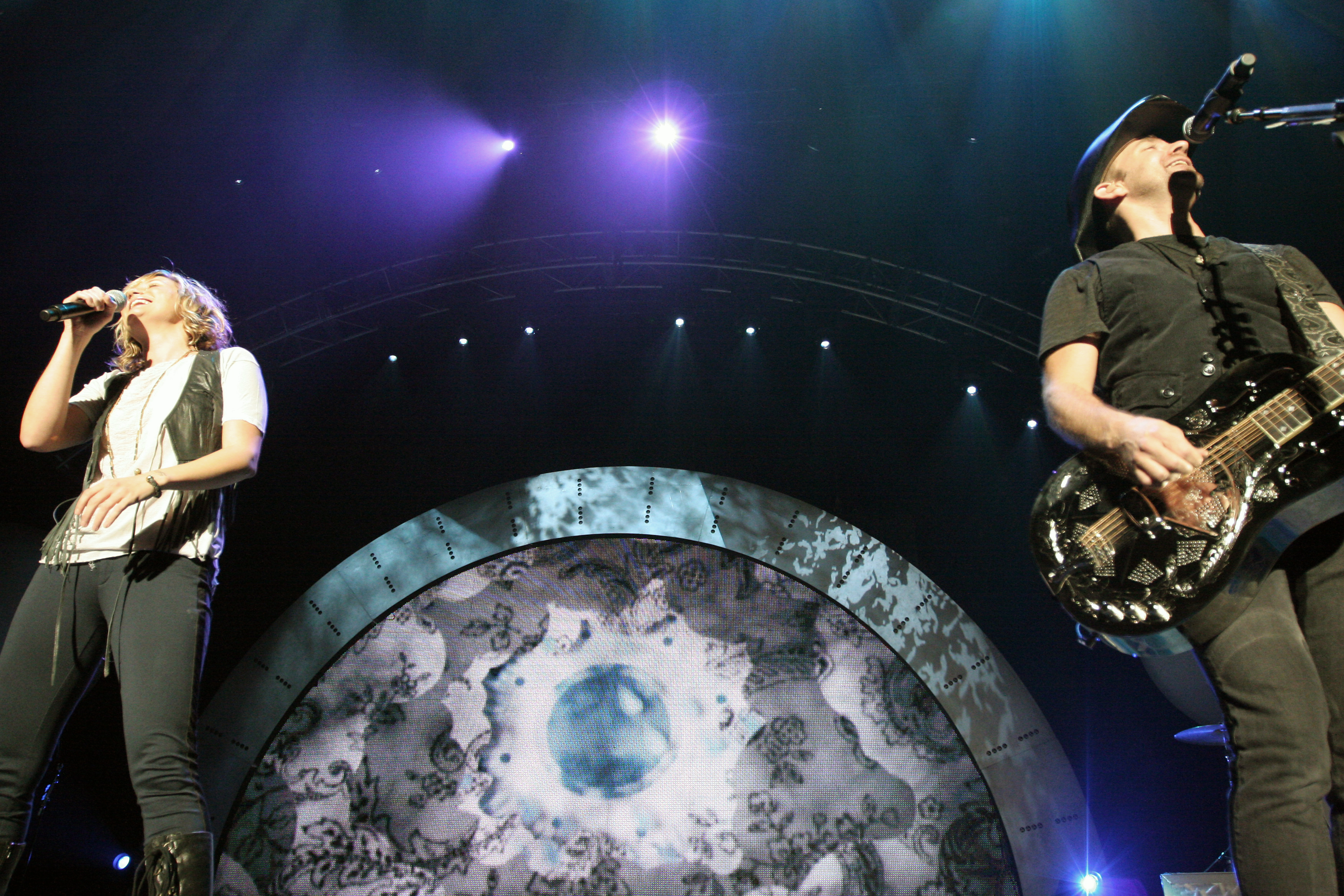
سوئیفت با شوگرلند در تک‌آهنگ «عزیزم» مشارکت کرده است.

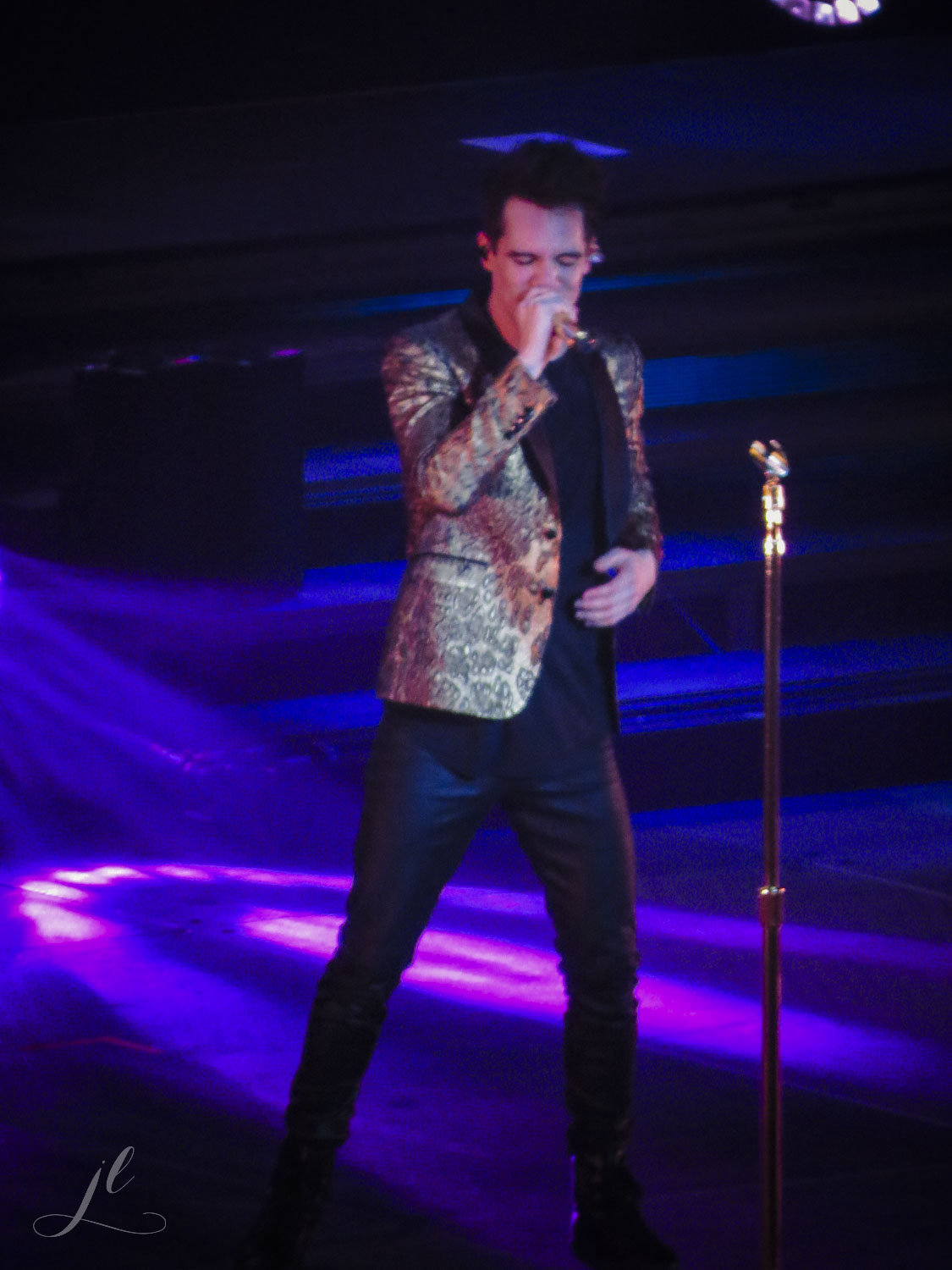
برندن یوری از پنیک! ات د دیسکو با سوئیفت در تک‌آهنگ «من!» مشارکت کرده است.

| • | نشان‌دهنده موزیک ویدئوهایی است که سوئیفت در کارگردانی آن‌ها مشارکت کرده یا آن‌ها را کارگردانی کرده است. |

| عنوان                                           | سال  | هنرمندان همکار     | کارگردان(ها)           | شرح | م.            |
| ----------------------------------------------- | ---- | ------------------ | ---------------------- | --- | ------------- |
| «تیم مک‌گرا»                                     | ۲۰۰۶ | ندارد              | تری فنجوی              | این موزیک ویدئو بر روی فلش‌بک‌هایی از معشوقه سوئیفت متمرکز شده است. در میان آن‌ها صحنه‌هایی از سوئیفت در ساحل دریا دیده می‌شود. این ویدئو نامزد دریافت بهترین ویدئو ساطع شده از جوایز آنلاین سی‌ام‌تی ۲۰۰۶ شد. در جوایز موسیقی آنلاین سی‌ام‌تی ۲۰۰۷ این ویدئو برنده جایزه ویدئوی دستیابی به موفقیت سال شد.                                                                               | [ ۱۲ ]        |
| «اشک‌ها بر روی گیتارم»                           | ۲۰۰۷ | ندارد              | تری فنجوی              | در این موزیک ویدئو سوئیفت متوجه می‌شود که دوستش با دختر دیگری رابطه دارد. این ویدئو سوئیفت را برای بهترین هنرمند جدید در جوایز موزیک ویدئوی ام‌تی‌وی ۲۰۰۸ نامزد کرد. | [ ۱۴ ]        |
| «آهنگ ما»                                       | ۲۰۰۷ | ندارد              | تری فنجوی              | سوئیفت اجرایی را از اجراهای مخلفی، از جمله اجرایی در جلوی ایوان می‌بیند. این ویدئو در جوایز موسیقی سی‌ام‌تی ۲۰۰۸ برنده ویدئوی سال و ویدئوی زن سال شد. | [ ۱۶ ]        |
| «من فقط وقتی با تو هستم خودمم» •                | ۲۰۰۸ | ندارد              | تیلور سوئیفت           | این ویدئو قسمت‌هایی از اجراهای زنده او را نشان می‌دهد. | [ ۱۷ ]        |
| «تصویر سوزاندنی»                                | ۲۰۰۸ | ندارد              | تری فنجوی              | در این ویدئو، سوئیفت هنگامی که دوست‌پسرش را با زنی دیگر می‌بیند، خیال‌بافی‌هایی دربارهٔ انتقامی سخت از او می‌کند. | [ ۱۸ ]        |
| «باید نه می‌گفتی»                                | ۲۰۰۸ | ندارد              | لوئیس جی. هورویتز      | این ویدئو سوئیفت را درحال اجرا در جوایز موسیقی کانتری ۲۰۰۸ نشان می‌دهد. | [ ۱۹ ]        |
| «چشم‌های زیبا»                                   | ۲۰۰۸ | ندارد              | تاد کاستی تری فنجوی    | در این ویدئو، بخش‌هایی از جشن تولد هجده‌سالگی سوئیفت نشان داده می‌شود. | [ ۲۰ ]        |
| «تغییر»                                         | ۲۰۰۸ | ندارد              | شان رابینز             | سوئیفت با گروهش در سالن رقصی اجرا می‌کنند. نسخه جایگزین این ویدئو شامل قسمت‌هایی از تیم المپیک ایالات متحده در بازی‌های المپیک تابستانی ۲۰۰۸ است. | [ ۲۲ ]        |
| «داستان عشق»                                    | ۲۰۰۸ | ندارد              | تری فنجوی              | براساس تراژدی ویلیام شکسپیر، رومئو و ژولیت، موزیک ویدئو قطعه‌ای دوره‌ای است که تمرکزش بر روی دیدار با سوئیفت است که به معشوقه او در دانشگاهی امروزی می‌پردازد و ضمن یادآوری ملاقات با یکدیگر و عاشق شدن در زندگی گذشته آن‌ها. این ویدئو پایان غم‌انگیز داستان اصلی را با پایانی خوش جابه‌جا می‌کند. در جوایز موسیقی سی‌ام‌تی ۲۰۰۹، ویدئو جایزه‌های ویدئوی سال و ویدئوی زن سال را کسب کرد. | [ ۲۴ ]        |
| «اسب سفید»                                      | ۲۰۰۹ | ندارد              | تری فنجوی              | یکی از دوست‌پسرهای سابق سوئیفت به دنبال فرصتی دوباره است. او چندین خاطره با او را به یاد می‌آورد، چه خوب و چه بد. | [ ۲۵ ]        |
| «دیوانه‌تر»                                      | ۲۰۰۹ | ندارد              | پیتر چلسوم             | ویدئو از بخش‌هایی از اجرای سوئیفت در فیلم هانا مونتانا: فیلم نشان می‌دهد. | [ ۲۶ ]        |
| «تو مال منی»                                    | ۲۰۰۹ | ندارد              | رومن وایت              | سوئیفت، دانش‌آموز دبیرستانی درس‌خوانی است که در خانه‌ای روبه‌روی خانه پسری محبوب زندگی می‌کند. در جوایز موزیک ویدئوی ام‌تی‌وی ۲۰۰۹، این ویدئو برنده ویدئوی زن سال شد. سخنرانی‌اش توسط کانیه وست قطع شد، که جنجال برانگیخت و باعث توجه رسانه‌ها شد. با بیش از ۸۱۵ میلیون بازدید، پربازدیدترین ویدئوی موسیقی کانتری در یوتیوب است.                                                         | [ ۳۰ ]        |
| «بهترین روز» •                                  | ۲۰۰۹ | ندارد              | تیلور سوئیفت           | ویدئو قسمت‌هایی از ویدئوهای خانگی سوئیفت و مادرش را نشان می‌دهد. | [ ۳۱ ]        |
| «پانزده»                                        | ۲۰۰۹ | ندارد              | رومن وایت              | ویدئو با استفاده از کروما کی و جلوه‌های ویژه فیلمبرداری شده است. در طی ویدئو سوئیفت در باغی راه می‌رود، جایی که سوئیفت خاطرات مدرسه‌اش را با بهترین دوستانش در آن گذرانده است. | [ ۳۲ ]        |
| «بهترین روزها از زندگی تو»                      | ۲۰۰۹ | کیلی پکلر          | رومن وایت              | وقتی پکلر می‌فهمد که دوست‌پسرش به او خیانت کرده است، او را ترک می‌کند. او از زندگی با دوست‌دختر جدیدش راضی نیست، و دلتنگ پکلر می‌شود. | [ ۳۳ ]        |
| «دو بهتر از یکی»                                | ۲۰۰۹ | بویز لایک گرلز     | مایرتی آویس            | سوئیفت در ویدئو حضور نمی‌یابد، اما صدای آوازش شنیده می‌شود. این ویدئو داستان رابطه زوجی را نشان می‌دهد، درحالی که بویز لایک گرلز در پناهگاهی خالی درحال اجرا هستند. | [ ۳۴ ]        |
| «بی‌باک»                                         | ۲۰۱۰ | ندارد              | تاد کاستی              | تاد کاستی صحنه‌هایی از اجراهای تور بی‌باک و پشت‌صحنه‌های آن را در موزیک ویدئو قرار داد. | [ ۳۵ ]        |
| «نیمی از قلبم»                                  | ۲۰۱۰ | جان مایر           | پی.آر. براون           | ویرایش‌های متفاوتی از آهنگ با آوازهای سوئیفت بر روی موزیک ویدئو تنظیم شده، هرچند که سوئیفت در آن ظاهر نمی‌شود. | [ ۳۶ ]        |
| «مال من» •                                      | ۲۰۱۰ | ندارد              | تیلور سوئیفت رومن وایت | سوئیفت دعواهای والدینش را در بزرگسالی از طریق روابط مختلف و ازدواج به یاد می‌آورد. | [ ۳۷ ]        |
| «بازگشت به دسامبر»                              | ۲۰۱۱ | ندارد              | یوان لوموآن            | سوئیفت به‌خاطر جداشدن از دوست‌پسر سابقش ناراحت است، زیرا زمانی که باهم بودند خوب رفتار نمی‌کرد. | [ ۳۸ ]        |
| «بدجنس»                                         | ۲۰۱۱ | ندارد              | دکلان وایت‌بلوم         | در این ویدئو، زندگی چهار نفر در مراحل مختلف و زمانی‌های مختلفی که مورد ضرب و شتم قرار گرفته‌اند به تصویر کشیده می‌شود. با این حال زندگی آن‌ها در پایان ویدئو بهتر می‌شود. | [ ۳۹ ]        |
| «داستان ما»                                     | ۲۰۱۱ | ندارد              | نوبل جونز              | سوئیفت درحال تعریف کردن کتابی ناشناس در کتابخانه دانشگاه دیده می‌شود. صحنه‌هایی از او و دوست‌پسر سابقش و دیگر دانش‌آموزان در کتابخانه هست. | [ ۴۰ ]        |
| «پرواز جرقه‌ها»                                  | ۲۰۱۱ | ندارد              | کریستین لمب            | این ویدئو از تکه‌های اجراهای مختلف سوئیفت طی تور جهانی حالا صحبت کن گرفته شده است. | [ ۴۱ ]        |
| «مال ما»                                        | ۲۰۱۱ | ندارد              | دکلان وایت‌بلوم         | در ابتدای ویدئو، سوئیفت در دفتر کارش درحال دیدن فیلم‌های خودش و دوست‌پسرش است. در انتهای ویدئو سوئیفت دوست‌پسرش را که به تازگی از ارتش برگشته است در آغوش می‌گیرد. | [ ۴۲ ]        |
| «امن و امان»                                    | ۲۰۱۲ | سیویل وارز         | فیلیپ آندلمن           | در این ویدئو، سوئیفت با پای برهنه درحال راه رفتن در جنگلی تاریک است درحالی که سیویل وارز در مقابل شومینه خانه‌ای آواز می‌خوانند. این ویدئو شامل ارجاعات متعددی به بازی‌های گرسنگی است، شامل پیدا کردن ماکینجی پین توسط سوئیفت. | [ ۴۳ ]        |
| «زنده باد»                                      | ۲۰۱۲ | پائولا فرناندز     | ادواردو لوی            | این موزیک ویدئو به گونه‌ای فیلمبرداری شده که انگار سوئیفت و فرناندز همزمان با اتصال از طریق ماهواره، ترانه‌هایی را اجرا می‌کنند. صحنه‌هایی با فرناندز در برزیل فیلمبرداری شده و صحنه‌هایی با سوئیفت در طی اجرا در ایالات متحده ضبط شده است. | [ ۴۴ ]        |
| «هردوی ما»                                      | ۲۰۱۲ | بی. او. بی         | جک ناوا                | این ویدئو سوئیفت، بی.او. بی و افراد دیگری را نشان می‌دهد که زندگی روزانه‌شان را سپری می‌کنند. | [ ۴۵ ]        |
| «ما هرگز به یکدیگر بازنمی‌گردیم»                 | ۲۰۱۲ | ندارد              | دکلان وایت‌بلوم         | هنگامی که دوست پسرش مجدداً کارهای وحشتناکی را انجام می‌دهد، سوئیفت متوجه می‌شود که آن‌ها هرگز به یکدیگر برنمی‌گردند. | [ ۴۶ ]        |
| «آغاز دوباره»                                   | ۲۰۱۲ | ندارد              | فیلیپ آندلمن           | در این ویدئو، سوئیفت درحال گردش در خیابان‌های پاریس است و به دنبال شروعی تازه است، که معشوقه جدیدش را پیدا می‌کند. | [ ۴۷ ]        |
| «می‌دانستم تو مشکل‌سازی»                          | ۲۰۱۲ | ندارد              | آنتونی مندلر           | در ویدئو، سوئیفت وقایع عشقی پرشور اما مخرب را تعریف می‌کند. ویدئو برنده جایزه بهترین ویدئوی زن در جایزه ام‌تی‌وی ۲۰۱۳، و همچنین نامزد دریافت نماهنگ سال شد. | [ ۵۰ ]        |
| «۲۲»                                            | ۲۰۱۳ | ندارد              | آنتونی مندلر           | سوئیفت روی ترامپولین‌ها می‌پرد، در ساحل بازی می‌کند و با دوستانش میهمانی خانگی برگزار می‌کند. | [ ۵۱ ]        |
| «بزرگ‌راه اهمیت نمی‌دهد»                          | ۲۰۱۳ | تیم مک‌گرا کیث اربن | شن دریک                | در این ویدئو، خطرات رانندگی در هنگام حواس‌پرتی و به‌خصوص پیام دادن و رانندگی نمایش داده شده است. در نتیجه وضعیتی مشابه تصادف اتفاق می‌افتد. | [ ۵۲ ]        |
| «همه چیز تغییر کرده است»                        | ۲۰۱۳ | اد شیرن            | فیلیپ آندلمن           | دو کودک، دختری شبیه به سوئیفت و پسری شبیه شیرن، در اتوبوس مدرسه‌ابتدایی با یکدیگر ملاقات می‌کنند و دوست می‌شوند. در طی ویدئو، آن‌ها درحال نقاشی چهره‌هایشان هستند، وانمود می‌کنند که یک شاهزاده‌خانم و شوالیه هستند و در سالن خالی مدرسه با یکدیگر می‌رقصند. | [ ۵۳ ]        |
| «سرخ»                                           | ۲۰۱۳ | ندارد              | کنی جکسون              | در این ویدئو، بخش‌هایی از اجراهای سوئیفت در طی تور سرخ به همراه تماشاگران نشان داده می‌شود. | [ ۵۴ ]        |
| «آخرین بار»                                     | ۲۰۱۳ | گری لایت‌بادی       | تری ریچاردسون          | برای ساخت ویدئو از تکه‌های اجرای سوئیفت در طی تور سرخ در ساکرامنتو، کالیفرنیا در اوت ۲۰۱۳ استفاده شده است. | [ ۵۵ ]        |
| «از ذهنم پاکش کنم»                              | ۲۰۱۴ | ندارد              | مارک رومنک             | سوئیفت در سبک‌های باله، هلهله‌چی، هیپ هاپ، جاز، لیریکال و قر سربالا با رقصندگان دیگر می‌رقصد. در طی ویدئو، سوئیفت به چندین موسیقی‌دان پاپ، از جمله لیدی گاگا و اسکریلکس اشاره می‌کند. در مه ۲۰۱۸، این ویدئو با بیش از ۲٫۵ میلیارد بازدید نهمین ویدئو پربازدید یوتیوب توسط یک خواننده زن است.                                                                                         | [ ۵۶ ]        |
| «فضای خالی»                                     | ۲۰۱۴ | ندارد              | جوزف کان               | در این ویدئو، سوئیفت به همراه معشوقه‌اش در عمارتی زندگی می‌کنند. هنگامی که سوئیفت متوجه می‌شود دوست‌پسرش به او خیانت کرده است، تبدیل به دوست‌دختری روانپریش و حسود می‌شود. با بیش از ۲٫۲ میلیارد بازدید در یوتیوب، شانزدهمین ویدئوی پربازدید یوتیوب در مه ۲۰۱۸ است. ویدئو دو جایزه موزیک ویدئوی ام‌تی‌وی، بهترین ویدئوی پاپ و بهترین ویدئوی زن دریافت کرده است.                         | [ ۵۹ ]        |
| «استایل»                                        | ۲۰۱۵ | ندارد              | کایل نیومن             | این ویدئو با کارهای قبلی سوئیفت متفاوت‌تر است و او در نوری تیره‌تر و انتزاعی‌تر قرار دارد. در ویدئو خاطره یکی از معشوقه‌های سوئیفت که توسط دومینیک شروود ایفا شد، در میان برخی از صحنه‌های چشمک‌زن سواحل، جنگل‌ها و اتومبیل به تصویر کشیده می‌شود. | [ ۶۰ ]        |
| «کینه»                                          | ۲۰۱۵ | کندریک لامار       | جوزف کان               | وقتی همکار مخفی سوئیفت به او خیانت می‌کند، او به کمک دوستانش آماده انتقامی دقیق از او می‌شود. ویدئو رکورد ویوو برای برای بیشترین بازدید در ۲۴ ساعت اول شکست و در حال حاضر بیش از ۱٫۲ میلیارد بازدید در یوتیوب دارد. این ویدئو نامزد دریافت هشت جایزه در جوایز موزیک ویدئوی ام‌تی‌وی ۲۰۱۵، و برنده نماهنگ سال و همکاری سال شد. همچنین برنده جایزه گرمی بهترین موزیک ویدئو شد.        | [ ۶۳ ]        |
| «مهیج‌ترین رؤیاها»                               | ۲۰۱۵ | ندارد              | جوزف کان               | در دهه ۱۹۵۰، در ویدئو سوئیفت عاشق بازیگر اصلی فیلم می‌شود. در پریمر فیلم، وقتی سوئیفت عشق و علاقه بازیگر را نسبت به همسرش می‌بیند از آنجا می‌رود. تمام درآمد حاصل از این ویدئو برای تلاش‌های محافظت از حیوانات وحشی توسط بنیاد پارک‌های آفریقایی آمریکا اهدا شد. | [ ۶۵ ]        |
| «بیرون از جنگل‌ها»                               | ۲۰۱۵ | ندارد              | جوزف کان               | در این ویدئو، سوئیفت درحال یافتن عناصر در چندین مکان مختلف مانند ساحل، کوه‌های برفی، اقیانوس، چشم‌انداز بی‌ثمر، باتلاق گل‌آلود و جنگلی درحال سوختن است که همه در تلاش برای یافتن خودش است. | [ ۶۶ ]        |
| «رمانتیک جدید»                                  | ۲۰۱۶ | ندارد              | یوناس اوکرلند          | این ویدئو شامل چندین صحنه از اجراهای سوئیفت در طی تور جهانی ۱۹۸۹ بوده است. | [ ۶۷ ]        |
| «نمی‌خواهم تا ابد زنده باشم»                     | ۲۰۱۷ | زین مالیک          | گرانت سینگر            | سوئیفت و مالیک در هتلی تاریک سرگردان می‌شوند و با عصبانیت اشیایی مانند لیوان‌ها، لامپ و بالش‌ها را در اتاق‌های جداگانه پرتاب می‌کنند. | [ ۶۸ ]        |
| «ببین مرا به چه کارهایی واداشتی»                | ۲۰۱۷ | ندارد              | جوزف کان               | این ویدئو شامل چندین شخصیت قبلی سوئیفت از جمله یک رقصنده باله، مارشال سیرک و دانش‌آموز دبیرستانی درس‌خوان است و رسانه‌ها از او تصویربرداری داستانی می‌کنند. الماس‌های نیل‌لند در ویدئو هستند که معتبر بوده و بیشتر از ۱۰ میلیون دلار قیمت دارند. موزیک ویدئو رکورد ۲۴ ساعته ویوو را با بیش از ۴۳ میلیون بازدید در نخستین روز انتشار شکست.                                             | [ ۷۱ ]        |
| «... آماده‌ای؟»                                  | ۲۰۱۷ | ندارد              | جوزف کان               | سوئیفت برای آزادی از زندانی نامرئی که در آن به دام افتاده است، با همتای فریبنده و روباتیکش مبارزه می‌کند. این ویدئو در فضایی آینده‌نگر تنظیم شده است و دارای منابع علمی تخیلی و انیمه است. | [ ۷۲ ]        |
| «آخر بازی»                                      | ۲۰۱۷ | اد شیرن فیوچر      | جوزف کان               | این ویدئو در میامی، توکیو و لندن ضبط شده است، و مهمانی سوئیفت با شیرن و گردش او و فیوچر را با یک لامبورگینی اونتادور نشان می‌دهد. | [ ۷۴ ]        |
| «ظریف»                                          | ۲۰۱۷ | ندارد              | جوزف کان               | در این ویدئو، سوئیفت متوجه می‌شود یادداشتی که مردی مرموز به او داده است، می‌تواند او را نامرئی کند. او بعداً در هتل، وسایل حمل و نقل عمومی و خیابان‌های بارانی بی‌احتیاط می‌رقصد. | [ ۷۵ ] [ ۷۶ ] |
| «ظریف» (نسخه عمودی) •                           | ۲۰۱۷ | ندارد              | تیلور سوئیفت           | این ویدئو به صورت عمودی ضبط شده است، و سوئیفت درحال آواز خواندن در پارکی است. ویدئو انحصاً در ایالات متحده، بریتانیا، سوئد و آمریکای لاتین توسط اسپاتیفای منتشر شد. | [ ۷۸ ] [ ۷۹ ] |
| «عزیزم»                                         | ۲۰۱۷ | شوگرلند            | آنتونی مندلر           | این ویدئو برندان روث و جنیفر ندلز به عنوان یک زن و شوهر متأهل درحالی که سوئیفت نقش منشی را بازی می‌کند که با رئیس متاهلش (روث) در رابطه است. | [ ۸۰ ]        |
| «من!» •                                         | ۲۰۱۹ | برندن یوری         | تیلور سوئیفت دیو میرز  | این موزیک ویدئو سوئیفت و یوری را درحال دعوا قبل از ورود سوئیفت به سرزمینی عجیب و رنگارنگ به تصویر می‌کشد. این ویدئو رکورد ویوو، و همچنین ضبط یوتیوب برای برای بیشترین بازدید در ۲۴ ساعت اول برای ویدئوی اصلی هنرمند زن را شکست، و سومین موزیک ویدئو پربازدید با بازدید کلی ۶۵٫۲ شد.                                                                                              | [ ۸۲ ]        |
| «تو باید آرام باشی» •                           | ۲۰۱۹ | ندارد              | تیلور سوئیفت درو کیرش  | سوئیفت در یک پارک تریلر زندگی می‌کند، درحالی که تریلر در پشت سرش می‌سوزد در استخر شنا می‌کند. همچنین یک مراسم تجلیل از ملکه پاپ برگزار می‌شود، و سوئیفت درحالی که یک لباس سیب‌زمینی سرخ‌کرده پوشیده است کیتی پری را که یک لباس همبرگر پوشیده است در آغوش می‌گیرد. | [ ۸۳ ]        |
| «عاشق» •                                        | ۲۰۱۹ | ندارد              | تیلور سوئیفت درو کیرش  | سوئیفت و کریستین اوونر زوجی را در موزیک ویدئو به تصویر می‌کشند که در خانه‌ای رنگارنگ در کره‌ای برفی زندگی می‌کنند، که بعداً آن را به عنوان کادو کریسمس به دخترشان می‌دهند. | [ ۸۴ ]        |
| «مزرعه درخت کریسمس» •                           | ۲۰۱۹ | ندارد              | تیلور سوئیفت           | این موزیک ویدئو، ویدئوهای خانگی سوئیفت و خانواده‌اش را در طی کریسمس در خانه دوران کودکی‌اش در پنسیلوانیا به نمایش می‌گذارد. | [ ۸۵ ]        |
| «این مرد» •                                     | ۲۰۲۰ | ندارد              | تیلور سوئیفت           | سوئیفت در موزیک ویدئو کلیشه‌های جنسیتی را در اولین کارگردانی رسمی انفرادی‌اش به تصویر می‌کشد، مرد تاجری ثروتمند و خودکامه، کسی که با تلخی و کلیشه‌های جنسیتی رفتار می‌کند. در این ویدئو لورن گری، دوئین جانسون و پدر سوئیفت به عنوان تک‌جلوه حضور یافتند. | [ ۸۶ ] [ ۸۷ ] |
| «ژاکت کش‌باف پشمی» •                             | ۲۰۲۰ | ندارد              | تیلور سوئیفت           | سوئیفت با نواختن پیانو و یادآوری خاطرات قدیمی آغاز می‌کند، پیش از اینکه داخل پیانو برود و وارد جنگلی شود. پیانو او را به دریاچه می‌برد، او جایی دیده می‌شود که تلاش می‌کند پیانو را با دست‌هایش نگه دارد و روی آن افتاده است. پیانو او را به خانه‌اش بازمی‌گرداند، جایی که آهنگ هنگامی که او یک ژاکت کش‌باف پشمی را می‌پوشد، به پایان می‌رسد.                                             | [ ۸۸ ]        |
| «ژاکت کش‌باف پشمی» (نسخه کابین در روشنایی شمع) • | ۲۰۲۰ | ندارد              | تیلور سوئیفت           | این ویدئو پشت صحنه از فیلم خام عکس‌های گزینشی آلبوم فولکلور همراه با کلیپ‌هایی از سوئیفت که درحال پرسه زدن درمیان مزرعه، دراز کشیدن زیر درخت‌ها و نشستن روی یک تاب است. | [ ۸۹ ]        |
| «درخت بید» •                                    | ۲۰۲۰ | ندارد              | تیلور سوئیفت           | این ویدئو با الهام از ترک‌های فولکلور، در جایی که ویدئو «ژاکت کش‌باف پشمی» متوقف می‌شود ادامه می‌یابد. سوئیفت با قدم زدن و واردشدن به داخل پیانو به دنبال یک نخ طلایی می‌رود که او را از کنار دریاچه، سیرک، جنگل تاریک، گروه رقصنده‌ها عبور می‌دهد و به خانه می‌رود و به کابین خود بازمی‌گردد. در آنجا با معشوقه‌اش با بازی تائوک لی دوباره به‌هم می‌رسند.                                  | [ ۹۰ ]        |
| «بهترین روز» (نسخه تیلور) •                     | ۲۰۲۱ | ندارد              | تیلور سوئیفت           | یک موزیک ویدئو شبیه به ویدئوی اصلی، شامل فیلم‌های خانگی جدید از سوئیفت و مادرش به‌همراه ویدئوهایی از سوئیفت در کنار برادر و پدرش. در این ویدئو از همان فیلم‌های موجود در لیریک ویدئو استفاده شده است. | [ ۹۱ ]        |
| «خائن»                                          | ۲۰۲۱ | بیگ رد مشین        | مایکل براون            | | [ ۹۲ ]        |
| «شرط می‌بندم به من فکر می‌کنی»                    | ۲۰۲۱ | کریس استیپلتون     | بلیک لایولی            | | [ ۹۳ ]        |
| «جوکر و ملکه»                                   | ۲۰۲۲ | اد شیرن            | امیل ناوا              | | [ ۹۴ ]        |
| «ضدقهرمان» •                                    | ۲۰۲۲ | ندارد              | تیلور سوئیفت           | | [ ۹۵ ]        |
| «آراسته به جواهر» •                             | ۲۰۲۲ | ندارد              | تیلور سوئیفت           | | [ ۹۶ ]        |
| «غبار اسطوخودوس» •                              | ۲۰۲۳ | ندارد              | تیلور سوئیفت           | | [ ۹۷ ]        |
| «کارما» •                                       | ۲۰۲۳ | آیس اسپایس         | تیلور سوئیفت           | | [ ۹۸ ]        |
| «میتونم ببینمت» •                               | ۲۰۲۳ | ندارد              | تیلور سوئیفت           | | [ ۹۹ ]        |
| «چهارده شب»                                     | ۲۰۲۴ | پست مالون          | تیلور سوئیفت           | | [ ۱۰۰ ]       |

## آلبوم‌های ویدئویی
| عنوان                        | اطلاعات آلبوم                                                                       | یادداشت‌ها |
| ---------------------------- | ----------------------------------------------------------------------------------- | --- |
| حالا صحبت کن: تور زنده جهانی | - انتشار: ۲۱ نوامبر ۲۰۱۱ - ناشر: بیگ ماشین - فرمت‌ها: دانلود دیجیتال، دی‌وی‌دی، بلو-ری | - آلبوم زنده شامل اجراهای زنده تور جهانی حالا صحبت کن سوئیفت و نسخه‌های صوتی آن در آمریکای شمالی، که به صورت دی‌وی‌دی و بلو-ری منتشر شده‌است. |

## فیلم‌شناسی
| عنوان                                | سال  | نقش         | توضیحات                                                                                    |
| ------------------------------------ | ---- | ----------- | ------------------------------------------------------------------------------------------ |
| برادران جوناس: تجربه یک کنسرت سه‌بعدی | ۲۰۰۹ | خودش        | تک‌جلوه                                                                                     |
| هانا مونتانا: فیلم                   | ۲۰۰۹ | خودش        | تک‌جلوه                                                                                     |
| روز والنتاین                         | ۲۰۱۰ | فلیشیا میلر | بازیگر اصلی                                                                                |
| لوراکس                               | ۲۰۱۲ | آدری        | صداپیشه                                                                                    |
| بخشنده                               | ۲۰۱۴ | رزماری      | نقش مکمل                                                                                   |
| تیلور سوئیفت: ۱۹۸۹ تور زنده جهانی    | ۲۰۱۵ | خودش        | کنسرت فیلم منحصراً در سرویس پخش اپل میوزیک منتشر شد                                         |
| تیلور سوئیفت: تور استادیومی اعتبار   | ۲۰۱۸ | خودش        | کنسرت فیلم منحصراً در سرویس پخش نتفلیکس منتشر شد                                            |
| گربه‌ها                               | ۲۰۱۹ | بمبالورینا  |                                                                                            |
| خانم آمریکایی                        | ۲۰۲۰ | خودش        | فیلم مستند منحصراً در سرویس پخش نتفلیکس منتشر شد                                            |
| تیلور سوئیفت: کنسرت شهر عاشق         | ۲۰۲۰ | خودش        | کنسرت فیلم در ای‌بی‌سی به نمایش درآمد منحصراً در سرویس‌های پخش‌کننده هولو و دیزنی پلاس منتشر شد |
| فولکلور: جلسه‌های استودیوی لانگ پاند  | ۲۰۲۰ | خودش        | فیلم مستند و کنسرت به کارگردانی سوئیفت و منحصراً در سرویس پخش دیزنی پلاس منتشر شد           |
| همه‌اش خیلی خوب: فیلم کوتاه           | ۲۰۲۱ | خودش        | فیلم کوتاه نویسندگی و کارگردانی توسط سوئیفت                                                |
| آمستردام                             | ۲۰۲۲ | لیز میکینز  | نقش مکمل                                                                                   |
| تیلور سوئیفت: تور دوره‌ها             | ۲۰۲۳ | خودش        | فیلم کنسرتی                                                                                |

## تلویزیونی
| عنوان                                   | سال                               | نقش         | یادداشت‌ها                                                                |
| --------------------------------------- | --------------------------------- | ----------- | ------------------------------------------------------------------------ |
| صبح بخیر آمریکا                         | ۲۰۰۶؛ ۲۰۰۸؛ ۲۰۱۲؛ ۲۰۱۴؛ ۲۰۱۹-۲۰۲۱ | خودش        |                                                                          |
| چهارراه‌های سی‌ام‌تی                       | ۲۰۰۸                              | خودش        | فصل ۷ قسمت ۴: «تیلور سوئیفت و دف لپارد»                                  |
| شوی الن دی‌جنرس                          | ۲۰۰۸–۲۰۱۲؛ ۲۰۱۴؛ ۲۰۱۹             | خودش        |                                                                          |
| سی‌اس‌آی: بازرسی صحنه جرم                 | ۲۰۰۹                              | هارلی جونز  | قسمت: «چرخ، چرخ، چرخ»                                                    |
| آخرشب با جیمی فلن                       | ۲۰۰۹                              | خودش        |                                                                          |
| پخش زنده شنبه شب                        | ۲۰۰۹                              | خودش        | میزبان/خواننده مهمان (۲ قسمت)                                            |
| دوتا بگیر با فینیس و فرب                | ۲۰۱۱                              | خودش        |                                                                          |
| سفر به بی‌باک                            | ۲۰۱۱                              | خودش        | این سریال ۳ قسمتی در هاب پخش شد و به صورت ویدئو انتشار یافت              |
| پانکد                                   | ۲۰۱۲                              | خودش        |                                                                          |
| ۲۰/۲۰                                   | ۲۰۱۲                              | خودش        |                                                                          |
| وی‌اچ۱ داستان‌سراها                       | ۲۰۱۲                              | خودش        |                                                                          |
| برنامه جاناتان راس                      | ۲۰۱۲                              | خودش        |                                                                          |
| کنسرت زنده نامزدهای گرمی                | ۲۰۱۲                              | خودش        | میزبان به همراه ال ال کول جی                                             |
| ۶۰ دقیقه                                | ۲۰۱۲–۱۳                           | خودش        |                                                                          |
| آلن کار: مرد وراج                       | ۲۰۱۲؛ ۲۰۱۴                        | خودش        |                                                                          |
| دختر جدید                               | ۲۰۱۳                              | الین        | قسمت: «روز بزرگ الین»                                                    |
| سی‌بی‌اس امروز صبح                        | ۲۰۱۳–۱۴                           | خودش        |                                                                          |
| آوا                                     | ۲۰۱۳–۱۴؛ ۲۰۱۹                     | خودش        | اجرای مهمان (فصل ۴)؛ خواننده مهمان (فصل ۱۶)؛ مشاور دور حذفی (فصل ۷ و ۱۷) |
| آخر شب با ست مایرز                      | ۲۰۱۴                              | خودش        |                                                                          |
| چشم‌انداز                                | ۲۰۱۴                              | خودش        |                                                                          |
| گفتگو                                   | ۲۰۱۴                              | خودش        |                                                                          |
| جیمی کیمل لایو!                         | ۲۰۱۴                              | خودش        |                                                                          |
| ۱۰ نفر از جذاب‌ترین افراد باربارا والترز | ۲۰۱۴                              | خودش        |                                                                          |
| برنامه گراهام نورتون                    | ۲۰۱۳–۲۰۱۴؛ ۲۰۱۹                   | خودش        |                                                                          |
| برنامه امشب با اجرای جیمی فلن           | ۲۰۱۴–۱۵؛ ۲۰۱۹                     | خودش        |                                                                          |
| پخش زنده شنبه شب ویژه چهلمین سالگرد     | ۲۰۱۵                              | خودش/آلیسون | مخصوص تلویزیون                                                           |
| پخش زنده شنبه شب                        | ۲۰۱۷؛ ۲۰۱۹                        | خودش        | خواننده مهمان (ف۴۳ق۵ و ف۴۵ق۲)                                            |
| برنامه امشب با اجرای جیمی فلن           | ۲۰۱۷                              | خودش        | خواننده مهمان (قسمت ۷۶۸)                                                 |
| پیش‌نویس ان‌اف‌ال ۲۰۱۹ در ای‌بی‌سی           | ۲۰۱۹                              | خودش        |                                                                          |
| اخبار یک‌شنبه صبح سی‌بی‌اس                 | ۲۰۱۹                              | خودش        |                                                                          |
| بچه‌ها بهترین چیزها را می‌گویند           | ۲۰۱۹                              | خودش        |                                                                          |
| بیا خیلی برقص                           | ۲۰۱۹                              | خودش        | خواننده مهمان (فینال فصل ۱۷)                                             |
| شو امروز                                | ۲۰۱۹                              | خودش        | به همراه بازیگران گربه‌ها                                                 |
| برنامه آخر آخر شب با جیمز کوردن         | ۲۰۱۹                              | خودش        | به همراه بازیگران گربه‌ها                                                 |
| یک دنیا: باهم در خانه                   | ۲۰۲۰                              | خودش        | مخصوص تلویزیون                                                           |
| کلاس عزیز ۲۰۲۰                          | ۲۰۲۰                              | خودش        |                                                                          |
| سلنا + سرآشپز                           | ۲۰۲۰                              | خودش        | قسمت: «سلنا + روی چویی»                                                  |
| برنامه آخر شب با استیون کلبر            | ۲۰۲۱                              | خودش        |                                                                          |

## تبلیغات‌های بازرگانی
| شرکت                         | سال     | ترویج                                               | عنوان                                               | آهنگ(های) زمینه                                | منطقه                 | م.              |
| ---------------------------- | ------- | --------------------------------------------------- | --------------------------------------------------- | ---------------------------------------------- | --------------------- | --------------- |
| اکتیویژن                     | ۲۰۰۹    | بازی ویدئویی: بند هیرو                              | —                                                   | «داستان عشق»                                   | ایالات متحده          | [ ۱۰۸ ]         |
| شکارچیان نشویل               | ۲۰۰۹    | رویداد ورزشی                                        | —                                                   | —                                              | ایالات متحده          | [ ۱۰۹ ]         |
| سونی                         | ۲۰۱۰    | دوربین: سایبرشات دی‌اس‌سی-تی‌ایکس۷                     | —                                                   | —                                              | ایالات متحده          | [ ۱۱۰ ]         |
| تارگت                        | ۲۰۱۰    | آلبوم حالا صحبت کن: نسخه لوکس انحصاری               | —                                                   | «مال من»                                       | ایالات متحده          | [ ۱۱۱ ]         |
| کاورگرل                      | ۲۰۱۰–۱۱ | لوازم آرایشی                                        | —                                                   | —                                              | ایالات متحده          | [ ۱۱۲ ] [ ۱۱۳ ] |
| الیزابت آردن                 | ۲۰۱۱    | عطر: واندراستراک / واندراستراک اینچانتد             | «شروع چیزی جادویی»                                  | «جادو شده»                                     | ایالات متحده          | [ ۱۱۴ ]         |
| وگ                           | ۲۰۱۲    | شب استایل ۲۰۱۲                                      | —                                                   | —                                              | ایالات متحده          | [ ۱۱۵ ]         |
| میسیز                        | ۲۰۱۲    | عطر: واندراستراک اینچانتد                           | —                                                   | —                                              | ایالات متحده          | [ ۱۱۶ ]         |
| تارگت                        | ۲۰۱۲    | آلبوم سرخ: نسخه لوکس انحصاری                        | —                                                   | «سرخ»                                          | ایالات متحده          | [ ۱۱۷ ]         |
| میسیز                        | ۲۰۱۲    | کمک‌های مالی توسط میسیز به بنیاد آرزویی بساز         | «جادویی دیگر در خیابان ۳۴ام»                        | —                                              | ایالات متحده          | [ ۱۱۸ ]         |
| سونی                         | ۲۰۱۲    | دوربین: سونی ان‌ای‌ایکس-۵آر                           | —                                                   | —                                              | ایالات متحده          | [ ۱۱۹ ]         |
| ام‌تی‌وی                       | ۲۰۱۲    | جوایز موزیک ویدئوی ام‌تی‌وی ۲۰۱۲                      | —                                                   | «ما هرگز به یکدیگر بازنمی‌گردیم»                | ایالات متحده          | [ ۱۲۰ ]         |
| آکادمی ملی علوم و هنرهای ضبط | ۲۰۱۲    | پنجاه و چهارمین مراسم جایزه گرمی                    | —                                                   | —                                              | ایالات متحده          | [ ۱۲۱ ]         |
| کوکا کولا                    | ۲۰۱۳    | نوشابه رژیمی                                        | «فوق‌العاده بمان»                                    | «۲۲»                                           | ایالات متحده          | [ ۱۲۲ ]         |
| کدز                          | ۲۰۱۳    | کفش                                                 | «شجاع باش»                                          | —                                              | ایالات متحده          | [ ۱۲۳ ]         |
| اولتا بیوتی                  | ۲۰۱۳    | عطر: تیلور                                          | «ساختن نور ستاره»                                   | «نور ستاره»                                    | ایالات متحده          | [ ۱۲۴ ]         |
| کوکا کولا                    | ۲۰۱۴    | نوشابه رژیمی                                        | «چه می‌شد اگر زندگی مانند طعم نوشابه رژیمی خوب بود؟» | «چگونه دختری را بدست آوری»                     | ایالات متحده          | [ ۱۲۵ ]         |
| تارگت                        | ۲۰۱۴    | ۱۹۸۹: نسخه لوکس انحصاری                             | «تنها یک مکان برای تیلور بیشتر گرفتن هست»           | «استایل»                                       | ایالات متحده و کانادا | [ ۱۲۶ ]         |
| کدز                          | ۲۰۱۴    | کفش                                                 | «قلب‌های شجاع»                                       | —                                              | ایالات متحده          | [ ۱۲۷ ]         |
| الیزابت آردن                 | ۲۰۱۴    | عطر: اینکریدیبل تینگز                               | —                                                   | —                                              | ایالات متحده          | [ ۱۲۸ ]         |
| تویوتا                       | ۲۰۱۵    | خودروی هیبریدی: لکسوس                               | —                                                   | «مهیج‌ترین رؤیاها»                              | چین                   | [ ۱۲۹ ]         |
| تکامل نرمی (ای‌اواس)          | ۲۰۱۵    | بالم لب                                             | —                                                   | —                                              | چین                   | [ ۱۳۰ ]         |
| کدز                          | ۲۰۱۵    | کفش                                                 | «اول خانم‌ها»                                        | —                                              | ایالات متحده          | [ ۱۳۱ ]         |
| اپل میوزیک                   | ۲۰۱۶    | رسانه جاری                                          | «آشفتگی خوب»                                        | «جامپ‌من» اثر دریک و فیوچر                      | ایالات متحده          | [ ۱۳۲ ]         |
| اپل میوزیک                   | ۲۰۱۶    | رسانه جاری                                          | «هر آهنگ برای هر لحظه»                              | «وسط» اثر جیمی ایت ورلد                        | ایالات متحده          | [ ۱۳۲ ]         |
| اپل میوزیک                   | ۲۰۱۶    | رسانه جاری                                          | «طوری برقص که انگار کسی نمی‌بیند»                    | «من به چیزی به نام عشق باور دارم» اثر د دارکنس | ایالات متحده          | [ ۱۳۲ ]         |
| دایرکت‌تی‌وی و دایرکت‌تی‌وی نو   | ۲۰۱۶    | تیلور سوئیفت نو                                     | «ای‌تی‌اندتی تیلور سوئیفت را حالا می‌دهد»              | —                                              | ایالات متحده          | [ ۱۳۳ ]         |
| یونایتد پارسل سرویس          | ۲۰۱۷    | تحویل بسته                                          | «#TaylorSwiftDelivery»                              | «نگاه کن مجبورم کردی چیکار کنم»                | ایالات متحده          | [ ۱۳۴ ]         |
| دایرکت‌تی‌وی و دایرکت‌تی‌وی نو   | ۲۰۱۷    | تیلور سوئیفت نو                                     | «ببینید تیلور تا حالا چیکار کرده»                   | —                                              | ایالات متحده          | [ ۱۳۵ ]         |
| تارگت                        | ۲۰۱۷    | مجله‌های اعتبار انحصاری تارگت                        | «نگاه کن مجبورم کردی چیکار کنم»                     | «... آماده‌ای؟»                                 | ایالات متحده          | [ ۱۳۶ ]         |
| ای‌بی‌سی و ای‌اس‌پی‌ان            | ۲۰۱۷    | بازی فوتبال دانشگاهی ایالت آلاباما در برابر فلوریدا | —                                                   | «... آماده‌ای؟»                                 | ایالات متحده          | [ ۱۳۷ ]         |
| دایرکت‌تی‌وی و دایرکت‌تی‌وی نو   | ۲۰۱۸    | دایرکت‌تی‌وی نو                                       | «ماجراجویی گربه تک‌شاخ تیلور سوئیفت»                 | —                                              | ایالات متحده          | [ ۱۳۸ ]         |
| ای‌اس‌پی‌ان                     | ۲۰۱۹    | پیش‌نویس ان‌اف‌ال ۲۰۱۹                                 | —                                                   | «من!»                                          | ایالات متحده          | [ ۱۳۹ ]         |
| کپیتال وان                   | ۲۰۱۹    | کارت اعتباری                                        | —                                                   | «من!»                                          | ایالات متحده          | [ ۱۴۰ ]         |
| کپیتال وان                   | ۲۰۲۰    | بانک                                                | —                                                   | «ژاکت کش‌باف پشمی»                              | ایالات متحده          | [ ۱۴۱ ]         |